# Литл Фолс (Мејн)
Литл Фолс (енгл. Little Falls) насељено је место без административног статуса у америчкој савезној држави Мејн.

## Демографија
По попису из 2010. године број становника је 708.
| Група             | 2000.    | 2010.       |
| Белци             | 0 (0,0%) | 665 (93,9%) |
| Афроамериканци    | 0 (0,0%) | 5 (0,7%)    |
| Азијати           | 0 (0,0%) | 7 (1,0%)    |
| Хиспаноамериканци | 0 (0,0%) | 11 (1,6%)   |
| Укупно            | 0        | 708         |